# Броуны
Броуны (вар. Бра́уны) — угасший графский род из древней Ирландской фамилии.
Род делится на три ветви:
1. Броун-Броун (Browne-Browne);
2. Броун-Камус (Browne-Camus);
3. Броун-Монтегю (Browne-Montaijgut).

## Происхождение и история рода
Происходит из Ирландии и восходит к XII столетию. Броуны исповедовали католическую веру и неоднократно подвергались преследованиям, которые заставляли их покидать отечество и искать счастья в других странах.
Родоначальник Юрий Юрьевич Броун, из ветви Броун-Камус, принял русское подданство (1730), возведён в графское достоинство Римской империи императором Иосифом II (26 октября 1779). От брака с дочерью фельдмаршала Петра Ласси имел сына Ивана Юрьевича, полковника Кексгольмского пехотного полка и мальтийского кавалера, умершего без потомков, и двух дочерей: Элеонору, замужем за графом М. И. Борхом, и Елизавету, замужем за графом К. Ф. Медемом. Со смертью Ивана Юрьевича Броуна графский род прекратился в России.
Племянник Юрия Юрьевича, граф фон Броун, Максимилиан Улисс (1705—1757) — австрийский фельдмаршал, имел титулы барона де Камю и Монтани.

## Описание герба
В щите, рассеченном на серебро и чернь, двуглавый с двумя золотыми дворянскими коронами орел, переменных с полями цветов.
Щит увенчан повернутым дворянским коронованным шлемом. Нашлемник — рука в серебряных латах с серебряным обоюдоострым мечем с золотой рукоятью. Намет черный с серебром. Щит держат два леопарда
натурального цвета, в золотых ошейниках с обрывками цепей. Девиз «FIDEM SERVABO GENUSQUE» (Вера спасет народы) черными буквами по серебру.